# Ban San Pu Loei
Ban San Pu Loei (Thai: บ้านสันปูเลย) is een plaats in de tambon Ban Dai in de provincie Chiang Rai. De plaats telde in mei 2011 in totaal 382 inwoners, waarvan 181 mannen en 201 vrouwen. Ban San Pu Loei telde destijds 175 huishoudens.
In de plaats bevindt zich één tempel, de "Wat San Pu Loei".